# Morten Pedersen Porsild
Morten Pedersen Porsild, född 1 september 1872, död 30 april 1956, var en dansk botaniker. Han var far till Alf Erling Porsild.
Porsild blev 1900 magister i botanik, var 1898–1905 tjänsteman vid Köpenhamns botaniska trädgård, deltog 1898 i Steenstrupska expeditionen till Västgrönland och ledde 1902 en expedition till Disko. Huvudsakligen på Porsilds initiativ inrättades 1906 Den danske arktiske Station, och Porsild blev därefter dess föreståndare. Han författade avhandlingar över Grönlands flora och över de arktiska växternas anatomi och biologi, varutöver han ivrade för att inrätta naturskydd på Grönland samt ägnade sig åt zoologiska och etnografiska undersökningar samt åt administrativa och inrikespolitiska frågor.

## Utmärkelser
- Hans Egede-medaljen,  1921[5]
- Riddare av Dannebrogorden,  1921[5]

[Redigera Wikidata]